# Új községek Franciaországban
Az új község (commune nouvelle) megnevezést Franciaországban azokra a 2010 decembere után újonnan létrejött/létrejövő községekre (települési önkormányzatokra) használják, amelyek két vagy több korábban önálló község rendelet útján történő egyesülésével jönnek/jöttek létre. Ennek jogalapját a 2010. december 16-i törvény 21. cikke teremtette meg, amely evvel összefüggésben a „delegált község” (communes déléguées) kategóriát is létrehozta. A bevezetett eljárások egyszerűsítik a községek (települési önkormányzatok) átszervezését és lehetővé teszik mind az egymással szomszédos községek, mind bizonyos községtársulások – ha így döntenek – egyesülését.

## Története
Franciaországban régóta gondot jelent a települési szétaprózottság, a községek túlzottan nagy száma. További gond a falusi községek (communes rurales) lakosságszámának 19. század végétől tartó folyamatos csökkenése. Ezen a helyzeten az állam többek között a községek egyesülésének, összevonásának (fusion communale) szabályozásával és ösztönzésével igyekszik segíteni, illetve kedvező változást elérni.
A községek (települések, települési önkormányzatok) egyesülését már az 1971. július 16-i ún. Marcellin-törvény is lehetővé tette, amely létrehozta a „társult község” státust (commune associée), de ezt viszonylag ritkán használták.
A területi közösségek reformjáról szóló 2010. december 16-i 1563. sz. törvény 21. cikke – az 1971-es törvény társult községekre vonatkozó rendelkezéseinek helyébe lépve –  megteremtette a községek egyesítésével létrejövő „új község” (commune nouvelle) intézményét és működési szabályait. A cél továbbra is a települések (települési önkormányzatok) számának jelentős csökkentése volt, de a törvény alkalmazásának első néhány éve alatt nagyon kevés új község jött létre.
Az új községek rendszerének fejlesztéséről szóló 2015. március 16-i 292. sz. törvény megkönnyíti és ösztönzi létrehozásukat többek között egy olyan pénzügyi megállapodás bevezetésével, amely három évre garantálja az egyesülő községek állami támogatásának szintjét, valamint nagyobb szerepet biztosít a korábbi községek önkormányzati képviselőinek. Ezt a módosítást a 2019. augusztus 1-i 809. sz. újabb törvényi kiegészítés követte.

## Létrehozása
Szomszédos (egymással határos) községek helyett és helyén „új község” hozható létre:
1. vagy az összes önkormányzati tanács kérésére;
2. vagy azon községek önkormányzati tanácsai legalább kétharmadának kérésére, amelyek azonos községtársulások (EPCI-k) tagjai, és amelyek e községek összlakosságának több mint kétharmadát képviselik;
3. vagy egy saját adórendszerrel rendelkező községtársulás (EPCI) tanácskozó testületének kérésére azzal a céllal, hogy új községet hozzon létre valamennyi tagközség helyén és helyett;
4. vagy az állam megyei képviselőjének (azaz a prefektusnak) kezdeményezésére.

## Szabályozása
A létrejött új községre ugyanazok a szabályok vonatkoznak, mint a többi községre: ez is egy község (commune). Rendelkezik polgármesterrel és önkormányzati tanáccsal, bár a törvény az alapítástól a következő helyhatósági választásig tartó időre átmeneti szabályozást ír elő.
A beolvadt korábbi községek – az új községen belül – többnyire ún. „delegált község” (communes déléguées) státusszal maradnak meg (az esetek 91%-a 2012 és 2020 között). Megtartják nevüket és területi határaikat, de elveszítik az önkormányzat jogállást. A delegált település létrejötte magával vonja a delegált polgármester intézményét, amelynek személyét az új község önkormányzati tanácsa nevezi ki tagjai közül.
A megalakított önkormányzati tanács azonban konzultációkat követően választhatja a teljes egyesülést is (fusion complète), a beolvadt községek közötti régi határok teljes eltörlésével. Így nem jön létre „delegált község” (az esetek 9%-a 2012 és 2020 között).
A 2019-es törvény több község egyesülése esetén lehetővé teszi a két forma kombinációját is: egyes községek között a határok eltörlésével, másoknál a „delegált község” forma választásával.
Kizárólag az új község rendelkezik helyi önkormányzat jogállással. A delegált községek semmilyen körülmények között nem alkotnak választási szekciót (választási körzetet).

## Eredményei
Franciaország községeinek száma 2007-ben 36 783, 2010-ben 36 682 volt. 2022. január elejére ez a szám 34 955-re csökkent, de európai viszonyításban ez még mindig nagyon magas.
A 2010. decemberi törvény életbelépése után, 2010 és 2022. január 1. között 787 új község jött létre 2536 korábbi község összevonásával (ezek mint önkormányzatok megszűntek). 2012 és 2015 között csak kevés egyesülés történt. 2016–2019 között határozottan megugrott az egyesülések száma, erre az időszakra esik a községösszevonások döntő többsége. Az egyesülések száma a továbbiakban drasztikusan visszaesett, nagyrészt a soronkövetkező helyhatósági választások, illetve a pandémia hatására, de 2022 után sem következtt be jelentős élénkülés.
2023. január 1-jén 18 község összevonásával 8 új község, 2023. január 2. és 2024. január 1. között pedig 24 község összevonásával 11 új község alakult.

## Fordítás
- Ez a szócikk részben vagy egészben  a   Commune nouvelle című német Wikipédia-szócikk ezen változatának fordításán alapul.  Az eredeti cikk szerkesztőit annak laptörténete sorolja fel. Ez a jelzés csupán a megfogalmazás eredetét és a szerzői jogokat jelzi, nem szolgál a cikkben szereplő információk forrásmegjelöléseként.